# Емил Будинов
Емил Будинов е български състезател по класическа борба в категория до 69 кг. Четирикратен световен шампион за ветерани в класическата борба и дългогодишен треньор в клуб Левски. Бивш треньор на юношеските национали.
Няколко години подред награждаван в категорията „Спортно дълголетие“ на церемонията „Синя звездна класация“ на СК Левски. На 24 април 2014 г. Емил Будинов е награден с почетен знак и грамота „100 години Левски“ по случай вековния юбилей на клуба.

## Биография и кариера
Роден е на 12 август 1966 г. в град София Състезател по борба класически стил, състезаващ се за СК „Левски“-София.

## Световно първенство за ветерани
- 1-во място 2010 Белград, Сърбия
- 1-во място 2011 Разибор, Полша 69 кг.
- 1-во място 2012 Будапеща, Унгария категория 69 кг.
- 1-во място 2013 Сараево, Босна и Херцеговина категория 69 кг.
- 2-ро място 2014 Белград, Сърбия

## Европейско първенство
- 5-о място 1998 г.
- 5-о място 1999 г.

### Други
- 2-ро място сребърен медал /за полицай/ 2000 г. Охрид.
- Републикански шампион за мъже: 1990 г., 1991 г., 1998 г., 1999 г.

Многобройни участия в международни турнири:
- 1-во място в Гърция, Швеция, Испания, Румъния.

## Треньорска дейност
- В спортен клуб СК“Левски“ 1996 – 1998 г. кадети.
- От 2000 г. през годините работи с различни възрастови групи.
- През 1997 г. – сребърен медал от отборно първенство за клубове в Европа.
- През 2001 – 2002 г. помощник-треньор на националния отбор класическа борба мъже
- През 2002, 2003, 2004 и 2005 г. е старши треньор на националния отбор класическа борба юноши.
- На Европейското п-во за юноши в Полша през 2005 г. отборът заема второ място